# マルコポーロ (企業)
マルコポーロ（Marcopolo S.A）は、ブラジル・リオグランデ・ド・スル州カシアス・ド・スルに本社を置くバス製造業者である。「Marcopolo」、「Ciferal」、「Neobus」、「Volare」といったブランド名を使用している。

## 概要
1949年に設立され、都市間高速バス、国際線で使用される大型バス、観光バス、路線バスからマイクロバスまで、幅広い分野の様々な車種を製造している。ブラジルで製造されるバスの半分以上を生産し、60ヶ国以上に輸出されている。
ブラジル国内の4ヶ所に工場を設けている他、アルゼンチン、コロンビア、メキシコ、ポルトガル、南アフリカ共和国、ロシアにも工場を設けている。
また、マルコポーロ社の技術は中華人民共和国に輸出されている。加えて、タタ・モーターズとジョイントベンチャーを結成することで、インド市場に参入している。
このほか、ドイツのフォルクスワーゲン社のブラジル現地法人のフォルクスワーゲン・ド・ブラジル社との提携も行っており、フォルクスワーゲン製のシャーシにマルコポーロ社製のボディを組み合わせたバスを販売している。
2021年よりライトレール用車両の製造を開始。『Prosper VLT』（VLTはライトレール）シリーズを発表している。

## 画像

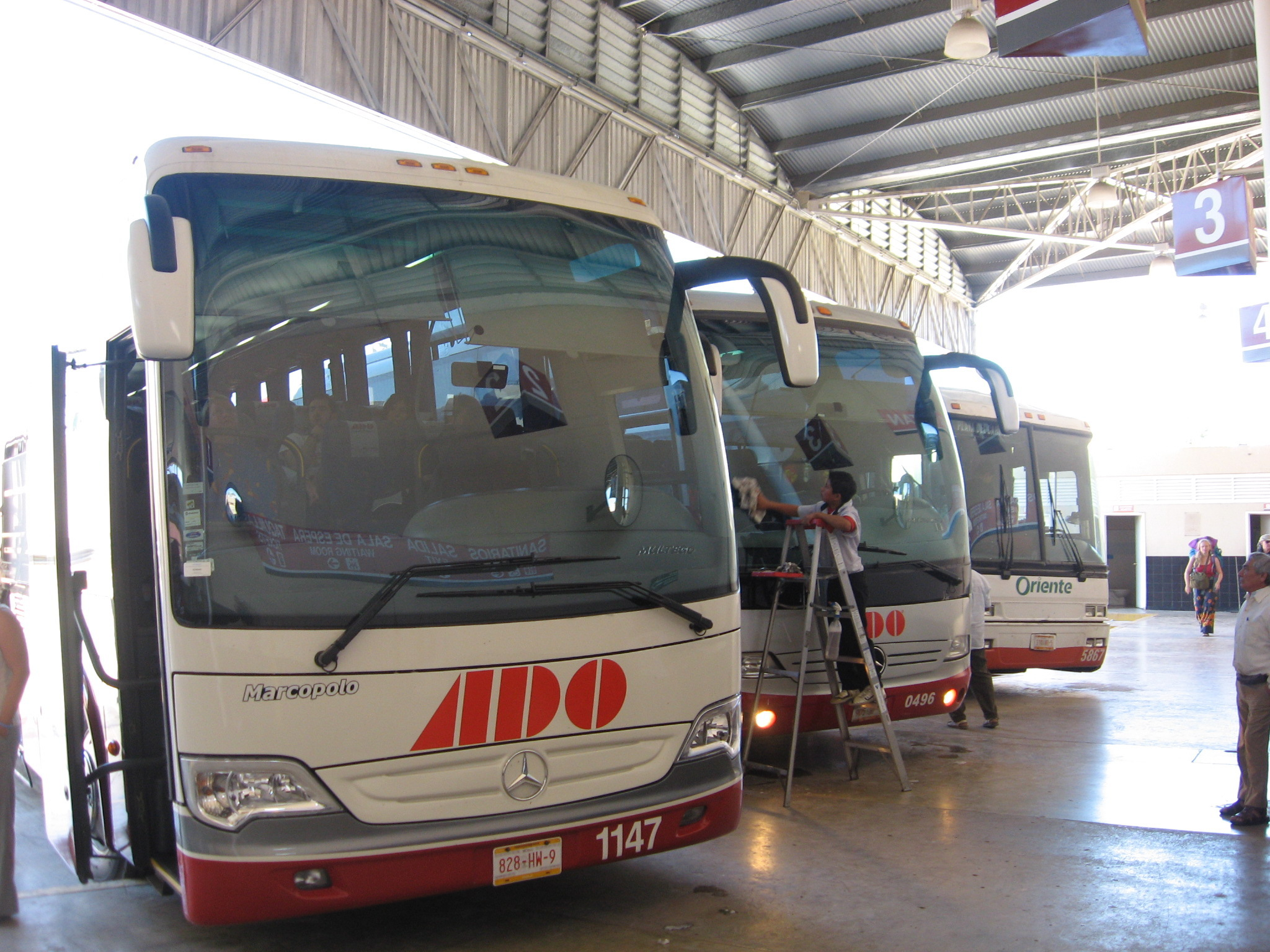
メキシコ・バリャドリッドで活躍するアド社のバス
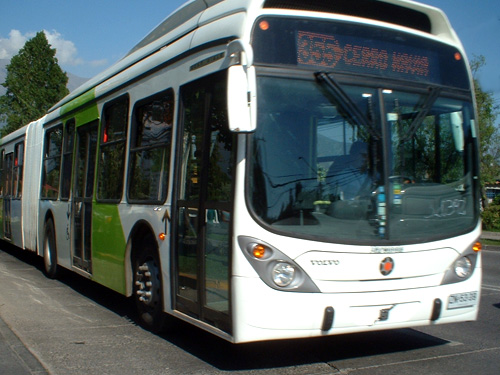
チリ・サンティアゴでの連接バス
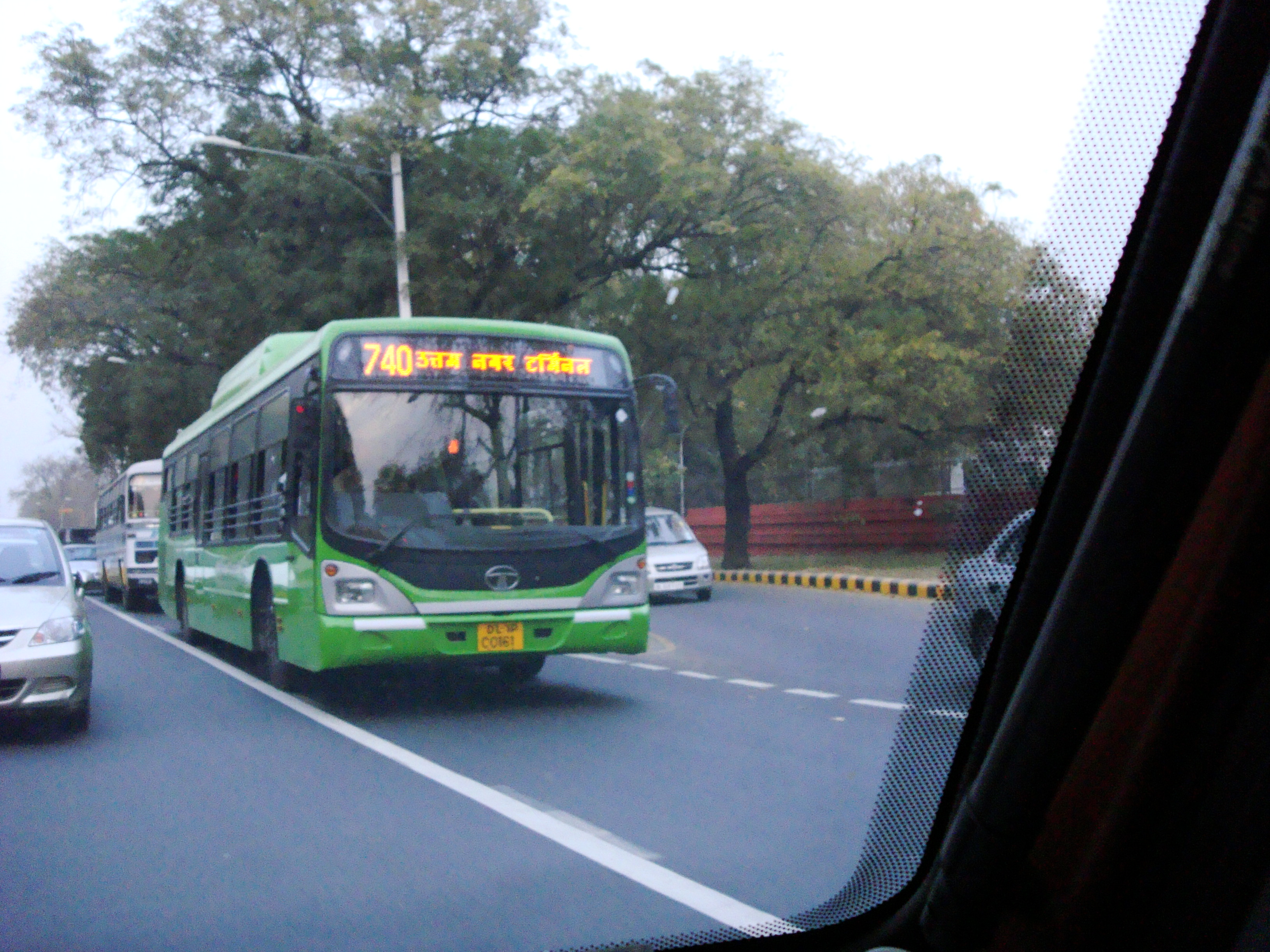
タタ・マルコポーロ社のバス（ニューデリー）
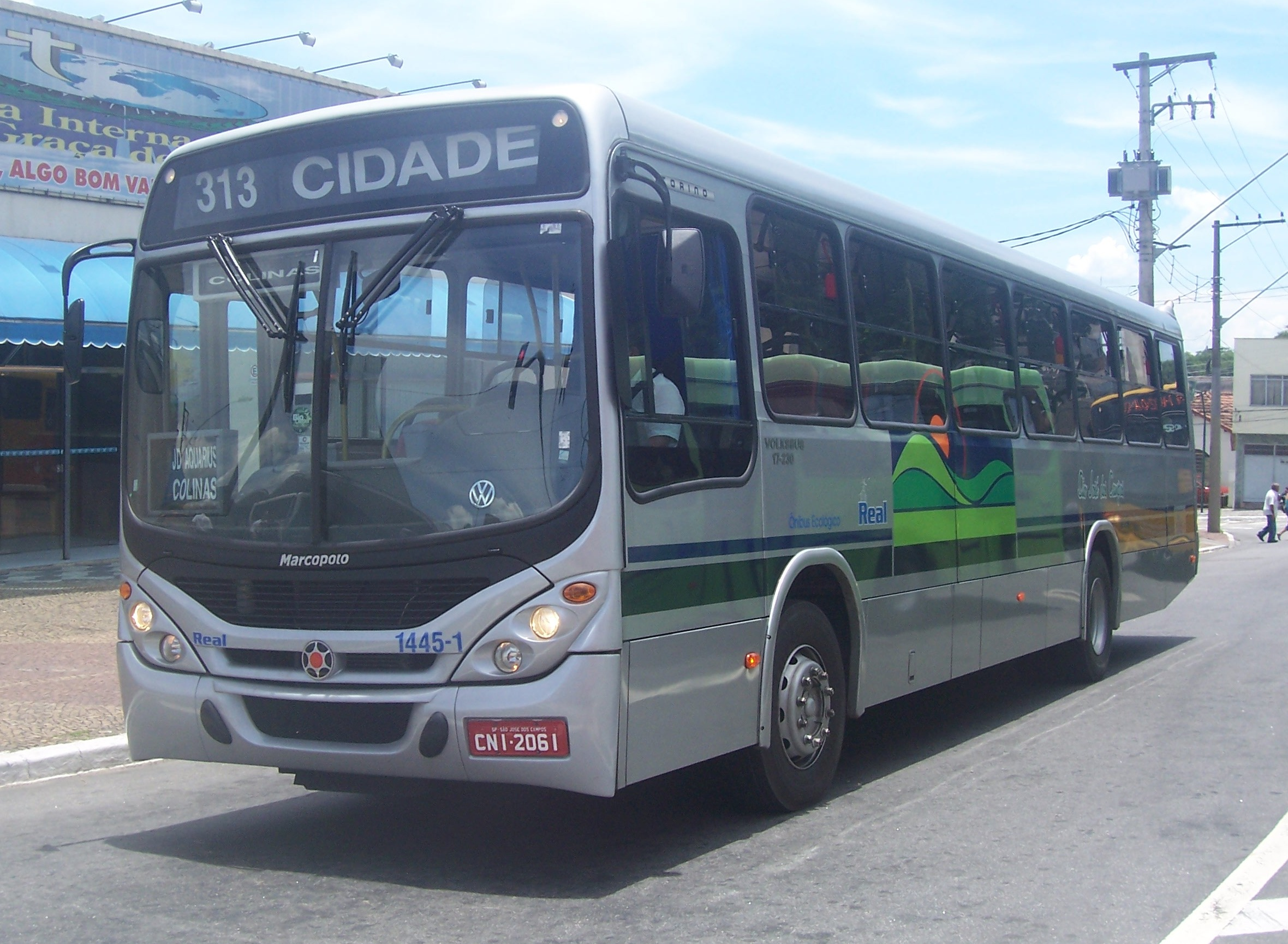
フォルクスワーゲンとの提携で作られた「トリノ」